# Håkan Wallner
Håkan Anders Wallner, född den 6 september 1939 i Gävle i Gävleborgs län, död den 20 januari 2001 i Treviso i Italien, var en svensk travtränare och travkusk. Wallner startade under det sena 1960-talet ett framgångsrikt så kallat popstall med Berndt Lindstedt på Solvalla.  
Håkan Wallner räknas som Sveriges störste travpionjär och en av de viktigaste kuggarna för att ha utvecklat svensk travsport på ett internationellt plan. 

## Karriär

### De tidiga åren
Wallner började sin karriär inom travsporten redan vid 14 års ålder, och debuten i tävlingssulkyn skedde två år senare, trots att han inte hade åldern inne. Han vann sitt första lopp den 16 augusti 1957 bakom hästen Operett.
Wallner jobbade inledningsvis som lärling åt Bengt Kihlgren, Gunnar Nordin och Kurt Mattsson, innan han startade egen tränarverksamhet 1963. Wallner var tidigt intresserad av amerikansk travsport, och fick in de amerikanske travarna Kimberly's Lady och Doctor Rodney i träning redan 1964.
Sin första storloppsseger tog Wallner med hästen Ibs i Svenskt Trav-Kriterium på Jägersro 1965. Runt denna tid värvade Wallner över Berndt Lindstedt, som han lärt känna under lärlingstiden hos Kurt Mattsson, från ett jobb som privattränare hos Stall Segerhuva.

### Popstall och USA
Med ett nystartat popstall, åkte Wallner till USA 1968, och köpte Dart Hanover på auktion. Denne skulle sedan vinna både Elitloppet (1972) och Prix d'Amérique (1973) med Berndt Lindstedt i sulkyn.
Wallner och Lindstedt startade igång sin amerikanska rörelse, Continental Farms, tillsammans med travtränaren Jan Johnson 1975. Rörelsen drevs parallellt med den svenska verksamheten och en väldigt bra start, då de direkt fick in bra hästar i träning. Wallner har i en intervju sagt att hans absoluta favorit bland alla hans travare var flerfaldiga världsrekordhållarinnan Winky's Gill, som senare skulle bli mor till unghäststjärnan och den framstående avelshingsten Supergill samt vinnaren av Hambletonian Oaks och Merrie Annabelle, Winky's Goal.

### De sista åren i Italien
I slutet av 1980-talet lämnade Wallner USA för att starta en ny karriär i Italien. Där hade han sin största stjärna i Offen Lb, som han tränade och körde till vinst i det Italienska Derbyt 1992. Wallner blev kvar i Italien ända till han gick bort den 20 januari 2001. Han är gravsatt i minneslunden på Råcksta begravningsplats.

## Utmärkelser
Wallner valdes postumt in i svenska Travsportens Hall of Fame 2015 och United States Harness Racing Hall of Fame 2018.